# Koummya
Der Koummya (auch Khoumija oder Koumaya; arabisch كمية, DMG kummiyya) ist ein nordafrikanischer Dolch. Hauptsächlich wird er in der Sous-Region und im Atlas-Gebirge im Süden Marokkos verwendet.

## Beschreibung
Der Koummya hat eine zweischneidige, leicht gebogene Klinge. Die Schneide auf der nach innen gewölbten Klingenseite beginnt nach einer kurzen Fehlschärfe. Die Schneide auf der nach außen gewölbten Klingenseite ist kürzer und beginnt etwa nach der Hälfte derselben. Viele der Klingen haben europäischen Ursprung. Der Knauf hat die charakteristische Form eines Pfauenschwanzes. Die Scheide hat an beiden Seiten Vorsprünge mit Befestigungsmöglichkeiten für das dünne Gehängeband.
Wie in vielen anderen Gebieten der arabischen Welt gehört der Dolch zu der traditionellen männlichen Tracht. Getragen wird der Koummya an dem Gehängeband, welches wie ein Bandelier von der Schulter schräg über den Oberkörper läuft, an der linken Hüfte.
Die Form des Koummya ähnelt einem Eberzahn und soll vor dem bösen Blick schützen.
Möglicherweise existiert eine Verwandtschaft zu dem italienischen Ohrendolch aus dem Spätmittelalter, da es gewisse Ähnlichkeiten beim Knauf gibt. Der auch in Marokko vorkommende Dolch Genoui hat im Gegensatz eine gerade Klinge.